# 요앙 왈랭
요앙 왈랭(프랑스어: Johan Walem, 1972년 2월 1일 ~ )은 미드필더로 뛰던 벨기에의 전 축구 선수이자 현 감독이다.

## 선수 시절

### 클럽
1991년 벨기에 퍼스트 디비전 A의 명문 구단인 RSC 안데를레흐트에 입단하며 프로에 정식 데뷔했고 1997년까지 통산 180경기에서 17골을 뽑아내면서 팀의 리그 3연패와 1994년 벨기에컵 우승에 공헌했으며 이러한 활약을 바탕으로 1992년 벨기에 올해의 청소년 선수상에 선정되는 영예를 안았다. 이후 1997년 세리에A의 우디네세 칼초로 이적하여 1999년까지 32경기에서 5골을 뽑아낸 후 1999년 파르마 FC로 이적하여 2000년까지 활동하다가 1년만에 우디네세로 복귀하여 팀의 2000년 UEFA 인터토토컵 우승에 기여했다. 그리고 2001년 스탕다르 리에주로 이적하며 고국 무대로 복귀하였다가 그 뒤 2003년 토리노 FC 이적을 통해 이탈리아 무대에 다시 진출했으며 2004년 칼초 카타니아로 이적하여 2005년까지 활동하다가 2005 시즌 후 은퇴를 선언하며 선수 생활을 마감했다.

### 국가대표팀
1991년 A대표팀에 첫 발탁된 이후 통산 36경기에서 2골을 뽑아냈으며 1998년 FIFA 월드컵과 UEFA 유로 2000 그리고 2002년 FIFA 월드컵에 출전하여 팀의 2002년 월드컵 16강 진출에 일조했으며 2002년 월드컵 종료 후 국가대표팀의 유니폼을 반납했다.

## 지도자 경력
은퇴 이후 RSC 안데를레흐트 B, 우디네세 칼초 B, 벨기에 U-21 축구 국가대표팀, KV 코르트레이크의 감독을 맡았으며 2020년 키프로스 축구 국가대표팀의 감독으로 선임되었다.